# Ceoltóirí Chualann

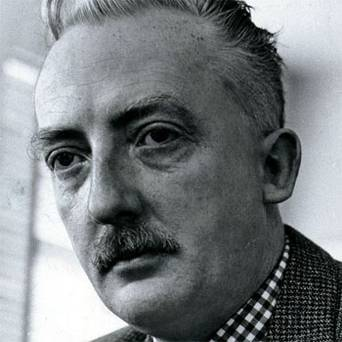
Seán Ó Riada, membre fondateur et leader de Ceoltóirí Chualann

Ceoltóirí Chualann (/ˈcoːlˠt̪ˠoːɾʲiː ˈxuəlˠən̪ˠ/) est un groupe de musique irlandaise traditionnelle, dirigé par Seán Ó Riada, qui a compté nombre des membres fondateurs de The Chieftains. Ceoltóirí est un mot irlandais qui signifie « musiciens » et Cualann est un toponyme désignant une banlieue de Dublin où Ó Riada vivait. Les travaux de ce dernier avec le groupe Ceoltóirí Chualann sont reconnus pour avoir remis au goût du jour l'usage du bodhrán comme instrument de percussion dans la musique celtique.

## Histoire du groupe
En 1960, Ó Riada recherche des musiciens pour interpréter la musique écrite pour la pièce The Song of the Anvil de Bryan MacMahon (en). Il contacte Paddy Moloney, alors âgé de 20 ans, ainsi que Seán Potts (tin whistle), Sonny Brogan (accordéon) et John Kelly (irish flute). Ils répètent toutes les semaines chez Ó Riada, à Galloping Green, une banlieue de Dublin
À la suite de ce succès, Ó Riada décide de former Ceoltóirí Chualann, un groupe qui jouerait des chants irlandais traditionnels avec accompagnement, des airs de danse traditionnels et des ballades, arrangées pour clavecin, bodhrán, piano, fiddle, accordéon, irish flute, uilleann pipes et tin whistle.
L'idée d'harmoniser de la musique folk, ou de la musique de danse, avait déjà été développée et un ou deux 78 tours avaient été enregistrés, mais il s'agissait de musique folklorique arrangée et orchestrée de façon très classique. 
En parallèle Ó Riada poursuit également l'objectif de revitaliser l'œuvre du harpiste aveugle et compositeur Turlough O'Carolan.
La formation se produit pour la première fois au festival de théâtre de Dublin en septembre 1960, au Shelbourne Hotel, lors d'un événement appelé Reacaireacht an Riadaigh (Ó Riada's Recital). Il y avait au programme des chanteurs traditionnels, sur des textes de Seán Ó Riordáin et du poète Seán Ó Tuama (en). 
En mars de l'année suivante, Ó Riada enregistre une série d'émissions radio qu'il nomme Reacaireacht an Riadaigh, et qui inclut de la musique interprétée par Ceoltóirí Chualann. 
Peu après la formation du groupe, Peadar Mercier et Seán Keane rejoignent l'orchestre.
Ceoltóirí Chualann continue ses prestations jusqu'en 1969, année durant laquelle deux enregistrements sont effectués : Ó Riada et Ó Riada Sa Gaiety. Ce dernier ne fut publié qu'après 1971, c'est-à-dire après le décès de Seán Ó Riada.

## Membres du groupe
Membres fondateurs :
- Michael Tubridy - Irish flute ;
- Paddy Moloney - uilleann pipes ;
- Sonny Brogan - accordéon ;
- Éamon de Buitléar - accordéon ;
- John Kelly - fiddle ;
- Martin Fay - fiddle ;
- Seán Ó Sé - voix ;
- Seán Ó Riada - bodhrán et clavecin ;
- Ronnie McShane - os.

puis :
- Peadar Mercier ;
- Seán Keane - fiddle.